# Leïla Slimani
Leila Slimani (Rabat, Marruecos, 3 de octubre de 1981) es una periodista y escritora francomarroquí de madre francoargelina y de padre marroquí. Su segunda novela, Chanson douce, fue galardonada con el Premio Goncourt en 2016.

## Biografía
Leila Slimani, alumna del Liceo francés de Rabat, creció en una familia de habla francesa. Su padre, Othman Slimani, es banquero, su madre es otorrinolaringóloga, medio alsaciana, medio marroquí. En 1999, se instaló en París, donde se diplomó en el Instituto de Estudios Políticos de París. Intentó convertirse en actriz de teatro, estudió en Cours Florent y decidió completar sus estudios en el ESCP Europe Business School, con una formación para los medios. Christophe Barbier, padrino de su promoción, le ofreció una estancia en L'Express.
En la editorial Gallimard hizo un curso de creación literaria con Jean-Martin Laclavetine como tutor.
Finalmente, ingresó en la revista Jeune Afrique en 2008, donde trató los temas relacionados con el norte de África. En 2012, dejó la redacción de Jeune Afrique para dedicarse a la escritura, aunque sigue trabajando por su cuenta para la revista.
En 2014, publicó su primera novela en Galimard, Dans le jardin de l’ogre, adquirida por una productora (Huffpost), para una adaptación cinematográfica. El tema, la adicción sexual femenina y la literatura, son destacados por la crítica y la obra es seleccionada como una de las cinco finalistas del premio de Flore, de París. La novela vendió 15 000 ejemplares en Marruecos. En 2015, esta novela recibió el 6º premio literario de la Mamounia, otorgado a un autor marroquí en lengua francesa, y fue la primera mujer en recibirlo.
Su segunda novela, Chanson douce, obtuvo el Premio Goncourt en 2016.
En la segunda vuelta de las elecciones presidenciales de Francia en 2017 apoyó junto a un grupo de personalidades de la sociedad civil a Emmanuel Macron para bloquear a Marine Le Pen. El mismo año recibió el premio "Out" de oro por su condena a la penalización de la homosexualidad en Marruecos y al control del cuerpo de las mujeres.
En 2021 recibió el premio Llibreter.

## Obra
- La Baie de Dakhla : itinérance enchantée entre mer et désert, Malika Éditions, Casablanca, 2013, 200 p.
- Dans le jardin de l’ogre, éditions Gallimard, coll. «Blanche», 2014, 224 p. ISBN 978-2-07-014623-9. En el jardín del ogro, Cabaret Voltaire, 2019, 288 p., traducción de Malika Embarek, ISBN 978-84-949414-2-9.[9]
- Chanson douce, éditions Gallimard, coll. «Blanche», 2016, 240 p. ISBN 978-2-07-019667-8. Canción dulce, Cabaret Voltaire, 2017, 288 p., traducción de Malika Embarek, ISBN 978-84-944434-8-0.
- Le diable est dans les détails, éditions de l'Aube, 2016, 64 p. (ISBN 978-2-8159-2144-2)
- Sexe et mensonges: La Vie sexuelle au Maroc (French Edition) 2017, 192p.  (ISBN 978-2-35-204568-7). Sexo y mentiras, Cabaret Voltaire, 2018, 224 p., traducción de Malika Embarek, ISBN 978-84-947108-3-4.
- Le Pays des autres, Paris, éditions Gallimard, coll. «Blanche»: 2020 : 1ª parte: La guerre, la guerre, la guerre, 365 p. (ISBN 978-2-07-288799-4). 2022 : 2ª parte: Regardez-nous danser, 367 p. (ISBN 978-2-07-297255-3). El país de los otros, Cabaret Voltaire, 2021, 448 págs, ISBN 9788419047106.[10]

- À mains nues (scénario), dessin de Clément Oubrerie, couleurs de Sandra Desmazières, Paris, Les Arènes, coll. «Les Arènes BD»:

-2020 : tomo 1 : 1900 - 1921, 98 p. (ISBN 979-10-375-0264-3).
-2021 : tomo 2 : 1922 - 1954, 88 p. (ISBN 979-10-375-0466-1).
- Le Parfum des fleurs la nuit, Paris, éditions Stock, coll. «Ma nuit au musée», 128 p. (ISBN 978-2-234-08830-6).